# Josef Priller
Josef "Pips" Priller (Ingolstadt, 27 juli 1915 — Böbing (Opper-Beieren), 20 mei 1961) was een beroemd Duits gevechtspiloot. Hij schoot 101 geallieerde toestellen neer.
Priller behaalde zijn eerste luchtoverwinningen in mei 1940 boven Frankrijk toen hij een aantal Franse toestellen neerhaalde. Vervolgens nam hij vanaf juli deel aan de Slag om Engeland, het offensief van Duitsland om Engeland te veroveren. Priller moest hierbij Duitse bommenwerpers escorteren die de Britse vliegvelden gingen bombarderen. De luchtoorlog liep in het begin succesvol voor de Duitsers, maar veranderde na een paar maanden in een catastrofe waarbij de Duitsers massale verliezen leden. Priller verloor hierbij zelf twee broers, die allebei ook piloot waren.
Na de Slag om Engeland vocht Priller vanaf zijn basis in Frankrijk tegen de geallieerde luchtmacht. Priller kreeg bekendheid toen hij op 6 juni 1944 samen met sergeant Heinz Wodarczyk de Britse en Canadese troepen op de stranden van Sword Beach aanviel. Priller kreeg het nieuws van een geallieerde landing te horen door een telefoonoproep van Generaal-Majoor Werner Junck. Junck droeg hem op met zijn eskadron de tegenaanval in te zetten. Priller had echter enkel nog drie vliegtuigen (waarvan een defect) tot zijn beschikking omdat de rest naar het zuiden van Frankrijk, Reims, Biarritz en Metz was gestuurd. Priller was woedend maar de leiding duldde geen tegenspraak waarna hij in zijn Focke Wulf FW 190 stapte en 100 km vloog om het strand van Normandië aan te vallen. Bij Juno Beach schoot Priller zijn machinegeweren leeg op de Engelse soldaten die op het strand liepen. Dit verhaal en Prillers personage werden later gebruikt in de film The Longest Day.
Josef Priller overleefde de oorlog maar stierf in mei 1961 aan een hartaanval.

## Militaire loopbaan
- Fahnenjunker: 1 april 1935[6][7]
- Fähnrich: 1935[6]
- Oberfähnrich: 1 oktober 1936[6][7]
- Leutnant: 1 april 1937[6][7][8]
- Oberleutnant: 1940[6][7]
- Hauptmann: december 1941[6][7]
- Major: januari 1943[6][7]
- Oberstleutnant: augustus 1943[7] - 1944[6]
- Oberst: 1 januari 1945[6][7]

## Decoraties
- Ridderkruis van het IJzeren Kruis (nr.144) op 19 oktober 1940 als Oberleutnant en Staffelkapitän van de 6./JG 51[9][10][7][6]
- Ridderkruis van het IJzeren Kruis met Eikenloof (nr.28) op 20 juli 1941 als Oberleutnant en Staffelkapitän van het 1./JG 26 "Schlageter"[9][10][7][6]
- Ridderkruis van het IJzeren Kruis met Eikenloof en Zwaarden (nr.73) op 2 juli 1944 als Oberstleutnant en Geschwaderkommodore van het JG 26 "Schlageter"[9][10][6]
- IJzeren Kruis 1939, 1e Klasse (10 juli 1940)[11][7][6]en 2e Klasse (30 mei 1940)[11][7][6]
- Duitse Kruis in goud op 9 december 1941 als Oberleutnant in de 6./JG 51[12][7][6]
- Gewondeninsigne 1939 in zwart[13][7][6]
- Gesp voor Gevechtsvluchten aan het Front voor jachtvliegers in goud met getal "300"[13][7][6]
- Gezamenlijke Piloot-Observatiebadge[13][7][6]
- Dienstonderscheiding van Leger voor (4 dienstjaren)[6]
- Hij werd twee maal genoemd in het Wehrmachtsbericht. Dat gebeurde op:
- 2 mei 1942[7]
- 8 oktober 1944[7][14]

- Gemeinsame Normdatei: 1105321800
- Nationale Bibliotheek van Tsjechië: jn19990009687
- Virtual International Authority File: 83995934
- WorldCat: E39PBJkhKQY6jwWfhbtBkWrjG3